# کاروانسرای یام
کاروانسرای یام مربوط به دوره ایلخانیان است و در شهرستان مرند و در فاصله ۴۵ کیلومتری غرب شهر تبریز و ۱۲ کیلومتری شهر مرند واقع شده‌است. این اثر در سال ۱۳۹۰ با شمارهٔ ثبت ۳۰۳۳۶ به‌عنوان یکی از آثار ملی ایران به ثبت رسیده‌است.

## ویژگی‌ها
قدمت کاروانسرای یام مرند به دوره مغول و صفویه می‌رسد. کاروانسرای یام به عنوان بزرگ‌ترین کاروانسرای شمال‌غرب ایران، در منطقه‌ای ییلاقی در دامنه کوه‌های میشو قرار دارد و در فرهنگ و زبان عامه به کاروانسرای شاه عباسی مشهور است؛ ولی در کتب تاریخی از آن به کاروانسرای ایلخانی یام یاد شده‌است.
این کاروانسرا به‌دلیل قرار گرفتن در مسیر جاده ترانزیت ایران به اروپا و نیز قرار گرفتن در مسیر جاده ابریشم، یکی از مهم‌ترین تأسیسات بین راهی این جاده در ادوارد مختلف تاریخ به‌شمار می‌آید.
در پرونده ثبت جهانی کاروانسراهای ایرانی در فهرست میراث جهانی یونسکو، کاروانسرای یام مرند یکی از ۵۶ کاروانسرای نامزد ثبت جهانی بود ولی به دلیل بازسازی با مصالح جدید، یونسکو اصالت این بنا را قانع‌کننده ندانست و این کاروانسرا از فهرست پیشنهادی ایران حذف شد.